# Hervé Alicarte
Hervé Alicarte (født 7. oktober 1974 i Perpignan, Frankrig) er en fransk tidligere fodboldspiller (forsvarer).
Alicarte tilbragte størstedelen af sin karriere i hjemlandet, hvor han blandt andet repræsenterede Montpellier og Bordeaux. Med Bordeaux var han i 1999 med til at vinde det franske mesterskab. Han havde også et kortvarigt ophold i schweizisk fodbold, hos Servette FC.

## Titler
Ligue 1
- 1999 med Bordeaux